# 徹里蘭 (加利福尼亞州)
徹里蘭（英語：Cherryland）是位於美國加利福尼亞州阿拉米達縣的一個人口普查指定地區。

## 地理
徹里蘭的座標為37°40′46″N 122°06′12″W / 37.67944°N 122.10333°W，而該地最高點為海拔高度20米（即66英尺）。

## 人口
根據2010年美國人口普查的數據，徹里蘭的面積為3.101平方千米，當中陸地面積為3.101平方千米，而水域面積為0.00平方千米。當地共有人口14728人，而人口密度為每平方千米4,749人。